# Düsseldorfer CfR links
Der Düsseldorfer CfR links (vollständiger Name: Düsseldorfer Club für Rasenspiele linksrheinisch 1919 e.V., kurz: CfR links) ist ein Fußballverein aus dem Düsseldorfer Stadtteil Heerdt. Die erste Frauenmannschaft spielte in der Saison 2014/15 sowie 2017/18 in der Regionalliga West.

## Geschichte
Der Verein wurde am 14. Januar 1919 als SV Düsseldorf 1919 links gegründet. Durch die Ruhrbesetzung durch belgische und französische Truppen konnte der Verein nicht gegen die rechtsrheinischen Düsseldorfer Vereine spielen. Im Jahre 1921 wurde der heutige Vereinsname angenommen. Nach dem Ende des Zweiten Weltkrieges fusionierte der CfR links mit dem Heerdter Turnverein zum VfL 1896 Düsseldorf linksrheinisch. Nach wenigen Jahren trennten sich die Vereine wieder. Heimspielstätte ist seit dem 25. Februar 1962 die Sportanlage an der Pariser Straße. 

## Frauenfußball

### Sportliche Entwicklung
Nach vielen Jahren in der Kreisliga Düsseldorf gelang im Jahre 2007 der Aufstieg in die Landesliga.  Vier Jahre später schafften die Düsseldorferinnen den Sprung in die Niederrheinliga. Im Jahre 2014 schaffte die Mannschaft den Aufstieg in die drittklassige Regionalliga West durch die bessere Tordifferenz gegenüber dem SV Walbeck. Nach nur einem Jahr stieg das Team als abgeschlagener Tabellenletzter mit exakt 100 Gegentoren wieder ab. 2017 gelang der Wiederaufstieg in die Regionalliga. Gleichzeitig erreichte die Mannschaft das Endspiel des Niederrheinpokals, dass jedoch gegen den SV Walbeck mit 2:5 verloren wurde. Mit nur einem Punkt aus der Saison 2017/18 stiegen die Düsseldorferinnen als Tabellenletzter gleich wieder ab.

### Erfolge
- Aufstieg in die Regionalliga West: 2014, 2017
- Aufstieg in die Niederrheinliga: 2011
- Niederrheinpokalfinalist: 2017

## Männerfußball

### Sportliche Entwicklung
Die Männermannschaft des CfR links spielte viele Jahre lang in der Bezirksliga. Nach dem letzten Bezirksligaabstieg im Jahre 2008 wurden die Düsseldorfer in die Kreisliga B durchgereicht, wo im Jahre 2010 der direkte Wiederaufstieg geschafft wurde. Fünf Jahre später ging es wieder runter in die Kreisliga B. Am 27. April 2023 gab der mittlerweile in der Kreisliga A Düsseldorf spielende Verein den früheren deutschen Nationalspieler Sidney Sam als Neuzugang für die Saison 2023/24 bekannt. Am Saisonende gelang als Meister der Aufstieg in die Bezirksliga.

### Persönlichkeiten
- Michael Blum
- Samed Yesil